# Холодногорско-Заводская линия
«Холодногорско-Заводская линия» (укр. Холодногірсько-Заводська лінія, до 10 августа 1995 года — «Свердловско-Заводская линия») — первая линия Харьковского метрополитена. Связывает улицы Полтавский Шлях (Холодная Гора) и район заводов вдоль проспекта Героев Харькова (Электротяжмаш) с центром города Харькова. Самая длинная линия Харьковского метрополитена. На схемах обозначается красным цветом и числом .

## История строительства
| Дата открытия        | Пусковые объекты                                                                            | Количество станций | Длина   |
| -------------------- | ------------------------------------------------------------------------------------------- | ------------------ | ------- |
| 30 июля 1975 года    | Электродепо ТЧ-1 «Московское» (ныне ТЧ-1 «Немышлянское»)                                    | —                  | —       |
| 23 августа 1975 года | Участок «Улица Свердлова» (ныне «Холодная Гора») — «Московский проспект» (ныне «Турбоатом») | 8                  | 10,4 км |
| 11 августа 1978 года | Участок «Московский проспект» (ныне «Турбоатом») — «Пролетарская» (ныне «Индустриальная»)   | 5                  | 6,9 км  |
| 1996 год             | Реконструкция станции «Центральный рынок» после подтопления                                 | —                  | —       |

## Станции
|       | Название станции Прежние названия                                                                    | Иноязычное название           | Дата открытия   | Пере- садки | Глубина, м | Тип конструкции                            | Координаты | Вид станции |
| ----- | --- | ----------------------------- | --------------- | ----------- | ---------- | ------------------------------------------ | ---------- | ----------- |
| 01 01 | Холодная Гора Улица Сверлова (с 23.08.1975 до 10.08.1995)                                            | укр. Холодна Гора             | 23 августа 1975 |             | −19        | колонная мелкого заложения трёхпролётная   |            |             |
| 01 02 | Вокзальная Южный вокзал (с 23.08.1975 до 26.04.2024)                                                 | укр. Вокзальна                | 23 августа 1975 |             | −20        | пилонная глубокого заложения трёхсводчатая |            |             |
| 01 03 | Центральный рынок                                                                                    | укр. Центральний ринок        | 23 августа 1975 |             | −19        | колонная мелкого заложения                 |            |             |
| 01 04 | Площадь Конституции Советская (с 23.08.1975 до 20.11.2015)                                           | укр. Майдан Конституції       | 23 августа 1975 | 02          | −20        | пилонная глубокого заложения трёхсводчатая |            |             |
| 01 05 | Левада Проспект Гагарина (с 23.08.1975 до 26.07.2024)                                                | укр. Левада                   | 23 августа 1975 |             | −18        | колонная мелкого заложения трехпролётная   |            |             |
| 01 06 | Спортивная                                                                                           | укр. Спортивна                | 23 августа 1975 | 03          | −16        | односводчатая мелкого заложения            |            |             |
| 01 07 | Заводская Завод имени Малышева (с 23.08.1975 до 26.07.2024)                                          | укр. Заводська                | 23 августа 1975 |             | −14        | колонная мелкого заложения трехпролётная   |            |             |
| 01 08 | Турбоатом Московский проспект (с 23.08.1975 до 16.10.2019)                                           | укр. Турбоатом                | 23 августа 1975 |             | −12        | односводчатая мелкого заложения            |            |             |
| 01 09 | Дворец Спорта Комсомольская (с 11.08.1978 до 06.05.1994) Маршала Жукова (с 06.05.1994 до 18.05.2016) | укр. Палац Спорту             | 11 августа 1978 |             | −10        | колонная мелкого заложения трехпролётная   |            |             |
| 01 10 | Армейская Советской Армии (с 11.08.1978 до 17.05.2016)                                               | укр. Армійська                | 11 августа 1978 |             | -8         | односводчатая мелкого заложения            |            |             |
| 01 11 | Имени А. С. Масельского Индустриальная (с 11.08.1978 до 29.04.2004)                                  | укр. Імені О. С. Масельського | 11 августа 1978 |             | -6         | колонная мелкого заложения трехпролётная   |            |             |
| 01 12 | Тракторный завод                                                                                     | укр. Тракторний завод         | 11 августа 1978 |             | -5         | односводчатая мелкого заложения            |            |             |
| 01 13 | Индустриальная Пролетарская (с 11.08.1978 до 17.05.2016)                                             | укр. Індустріальна            | 11 августа 1978 |             | -4         | колонная мелкого заложения трехпролётная   |            |             |

## Перспективы развития
В перспективе планируется продление линии в район Рогань на юго-восток и в район Залютино на западе.
| Перечень участков и объектов         | Год введения в эксплуатацию | Длина  |
| ------------------------------------ | --------------------------- | ------ |
| Участок «Холодная Гора» — «Залютино» | 2030                        | 2,4 км |
| Участок «Индустриальная» — «Южная»   | 2032                        | 3,9 км |

## Депо и подвижной состав
| Электродепо         | Период      |
| ------------------- | ----------- |
| ТЧ-1 «Немышлянское» | с 1975 года |

Линия обслуживается вагонами Еж3/Ем-508Т и несколькими составами типа 81-717/714 «Метровагонмаш» (часто линию обслуживают составы с Алексеевской линии, и наоборот). На момент пуска в эксплуатацию, парк вагонов составлял 77 единиц, в 1976 г. — 103, а в 1977 году уже 133 единицы.
Также некоторое время на линии проходили обкатку вагоны типа 81-718/719.
Летом 2017 года в электродепо ТЧ-2 «Салтовское» провели модернизацию вагона Еж3 — подвижной состав типа 81-710.1. Вскоре, 1 сентября, началась регулярная перевозка пассажиров на линии. По состоянию на январь 2020 года на линии используется 5 таких составов.

### Тип подвижного состава
| Тип        | Период      |
| ---------- | ----------- |
| Еж3        | с 1975      |
| Ем-508Т    | с 1975      |
| 81-717/714 | с 1976      |
| 81-718/719 | 1991 — 2005 |
| 81-710.1   | с 2017      |

## Перспективы
В перспективе планируется продление линии в район Рогань на юго-восток и в район Залютино на западе.
| Перечень участков и объектов         | Количество станций | Год введения в эксплуатацию | Длина  |
| ------------------------------------ | ------------------ | --------------------------- | ------ |
| Участок «Холодная Гора» — «Залютино» | 1                  | до 2031 года                | 2,4 км |
| Участок «Индустриальная» — «Южная»   | 2                  | после 2031 года             | 3,9 км |